# HD 157978
HD 157978，又名BD+07 3368，SAO 122381、HR 6497，是一颗恒星，视星等为6.06，位于銀經30.06，銀緯22.36，其B1900.0坐标为赤經17h 21m 29.3s，赤緯+7° 22.36′ 59″。